# Damenbundesliga 2004 (Football)
Die Damenbundesliga (DBL) Saison 2004 war die 15. Spielzeit in der höchsten Spielklasse des American Football in Deutschland für Frauen. 
Das Eröffnungsspiel der Saison 2004 bestritten die Hamburg Amazons gegen die Spielgemeinschaft Mülheim/Bochum am 15. Mai 2004 um 15 Uhr. Die DBL-Saison 2004 wurde von Mai bis September ausgetragen. Im Anschluss an die reguläre Saison fanden ein Halbfinale und das Finale, der Ladiesbowl XIII statt.
Das Finale wurde am 19. September in München ausgetragen. Wie in den Vorjahren gewannen die Berlin Adler Girls, dieses Mal gegen die Hamburg Amazons mit 19:8.

## Modus
In der Saison 2004 traten insgesamt sieben Teams in zwei getrennten Gruppen an (vier in Gruppe Nord, drei in Gruppe Süd). Jede dieser Gruppen trägt ein doppeltes Rundenturnier aus, wobei jedes Team einmal das Heimrecht genießt. Nach jeder Partie erhält die siegreiche Mannschaft zwei und die besiegte null Punkte. Bei einem Unentschieden erhält jede Mannschaft einen Punkt. Die Punkte des Gegners werden als Minuspunkte gerechnet. Nach Beendigung des Rundenturniers wird eine Rangliste ermittelt, bei der zunächst die Anzahl der erzielten Punkte entscheidend ist. Bei Punktgleichheit entscheidet der direkte Vergleich.
Nach den Rundenturnieren spielen die jeweils zwei bestplatzierten Mannschaften in zwei Play-off-Runden um die Deutsche Meisterschaft.

Pro Gruppe qualifizieren sich zwei Teams für die Play-offs: die Gruppenersten und -zweiten. In der ersten Runde der Play-offs, dem Halbfinale, spielen die Gruppen Nord und Süd über Kreuz gegeneinander, der jeweils Erstplatzierte spielt also gegen den Zweitplatzierten der anderen Gruppe. Hierbei genießen die Gruppenersten Heimrecht. Die siegreichen Teams treten im Ladiesbowl gegeneinander an.

## Teams
In der Gruppe Nord haben die folgenden Teams am Ligabetrieb teilgenommen:
- Hamburg Amazons (erstmalige Ligateilnahme)
- Hamburg Maniacs
- Kiel Baltic Witches
- Spielgemeinschaft Mülheim Shamrocks/Bochum Miners

In der Gruppe Süd haben die folgenden Teams am Ligabetrieb teilgenommen:
- Berlin Adler Girls
- Dresden Diamonds

- Munich Cowboys Ladies

## Saisonverlauf
In diesem Jahr traten sieben Teams in der DBL an. Vor Saisonbeginn zogen die Braunschweig Lady Lions und die Nürnberg Hurricanes ihre Mannschaften aus der Liga zurück. Neu dabei waren dafür die 2002 gegründeten Hamburg Amazons. Als Kontrast zu den Vorsaisons neu eingeteilt, so dass es eher zu einer West-Ost-Ausrichtung kam – die Gruppennamen Nord und Süd blieben allerdings bestehen.
Gruppensiegerinnen in der Nord-Gruppe wurde Liganeuling Hamburg Amazons, die ohne Niederlage die Saison beendeten. Im Halbfinale gewannen sie mit 25:6 gegen die Munich Cowboys Ladies. Gruppenzweite wurden die Hamburg Maniacs.
Südmeisterinnen wurden ungeschlagen die Berlin Adler Girls vor den Munich Cowboys Ladies. Im Halbfinale gewann Berlin mit 27:6 gegen die Hamburg Maniacs.
Das Saisonfinale, der Ladiesbowl XIII, fand am 19. September im Dantestadion in München statt. Bereits zur Halbzeit führten die Berlin Adler Girls und gewannen am Ende mit 19:8 gegen die Hamburg Amazons. Für die Berlinerinnen war es die zehnte Meisterschaft und die fünfte in Folge.

### Abschlusstabellen
| Gruppe Nord | Gruppe Nord         | Gruppe Nord | Gruppe Nord | Gruppe Nord | Gruppe Nord | Gruppe Nord | Gruppe Nord |    | Gruppe Süd            | Gruppe Süd | Gruppe Süd | Gruppe Süd | Gruppe Süd | Gruppe Süd | Gruppe Süd | Gruppe Süd |
| #           | Team                | Punkte      | Sp          | S           | U           | N           | TD-Pkt.     | #  | Team                  | Punkte     | Sp         | S          | U          | N          | TD-Pkt.    |            |
| ----------- | ------------------- | ----------- | ----------- | ----------- | ----------- | ----------- | ----------- | -- | --------------------- | ---------- | ---------- | ---------- | ---------- | ---------- | ---------- | ---------- |
| 1.          | Hamburg Amazons     | 11:10       | 6           | 5           | 1           | 0           | 112:370     | 1. | Berlin Adler Girls    | 8:0        | 4          | 4          | 0          | 0          | 161:360    |            |
| 2.          | Hamburg Maniacs     | 09:30       | 6           | 4           | 1           | 1           | 118:250     | 2. | Munich Cowboys Ladies | 4:4        | 4          | 2          | 0          | 2          | 113:610    |            |
| 3.          | SG Mülheim/Bochum   | 04:80       | 6           | 2           | 0           | 4           | 070:790     | 3. | Dresden Diamonds      | 0:8        | 4          | 0          | 0          | 4          | 012:189    |            |
| 4.          | Kiel Baltic Witches | 00:12       | 6           | 0           | 0           | 6           | 019:178     |    |                       |            |            |            |            |            |            |            |

Erläuterung: Play-off-Qualifikation, Stand: 19. September 2004 (Saisonende)

### Play-offs
|  | Halbfinale | Halbfinale           | Halbfinale |  |  | Ladiesbowl XII | Ladiesbowl XII      | Ladiesbowl XII |
|  |            |                      |            |  |  |                |                     |                |
|  |            |                      |            |  |  |                |                     |                |
|  | S1         | Berlin Adlers Girls  | 27         |  |  |                |                     |                |
|  | N2         | Hamburg Maniacs      | 6          |  |  |                |                     |                |
|  |            |                      |            |  |  | S1             | Berlin Adlers Girls | 19             |
|  |            |                      |            |  |  | N1             | Hamburg Amazons     | 8              |
|  | N1         | Hamburg Amazons      | 25         |  |  |                |                     |                |
|  | S2         | Munich Cowboy Ladies | 6          |  |  |                |                     |                |
|  |            |                      |            |  |  |                |                     |                |

#### Halbfinale
|                  |                   |  |                    |                          |                 |  |                |
|                  | Berlin 04.09.2004 |  | Berlin Adler Girls | \| \| 27 : 6 \| \| \| \| | Hamburg Maniacs |  | Stade Napoleon |
| (6:0, 0:0, 21:6) | Berlin 04.09.2004 |  | Berlin Adler Girls |                          | Hamburg Maniacs |  | Stade Napoleon |
|                  | 27 : 6            |  |                    |                          |                 |  |                |
|                  |                   |  |                    |                          |                 |  |                |

|                       |                    |  |                 |                          |                       |  |  |
|                       | Hamburg 04.09.2004 |  | Hamburg Amazons | \| \| 25 : 6 \| \| \| \| | Munich Cowboys Ladies |  |  |
| (6:0, 0:6, 6:0, 13:0) | Hamburg 04.09.2004 |  | Hamburg Amazons |                          | Munich Cowboys Ladies |  |  |
|                       | 25 : 6             |  |                 |                          |                       |  |  |
|                       |                    |  |                 |                          |                       |  |  |

#### Ladiesbowl XIII
|                                    |                              |  |                    |                          |                 |  |              |
|                                    | München 19.09.2004 12:00 Uhr |  | Berlin Adler Girls | \| \| 19 : 8 \| \| \| \| | Hamburg Amazons |  | Dantestadion |
| (0:0, 12:0, 7:8, 0:0) Spielbericht | München 19.09.2004 12:00 Uhr |  | Berlin Adler Girls |                          | Hamburg Amazons |  | Dantestadion |
|                                    | 19 : 8                       |  |                    |                          |                 |  |              |
|                                    |                              |  |                    |                          |                 |  |              |